# ソコト帝国

ソコト帝国
دولة الخلافة في بلاد السودان
al-Khilāfat fi'l-Bilād as-Sūdān 

ソコト帝国（ソコトていこく、アラビア語: دولة الخلافة في بلاد السودان）は、現在のナイジェリア北部に存在した国家。19世紀初頭にウスマン・ダン・フォディオのジハードによって建国され、1903年にイギリスの保護領となるまでおよそ100年間存続した。

## 名称
ソコト帝国という名称は、帝国が首都を置いたソコトから来ている。ただし、このソコト帝国という名称がナイジェリアの独立後の1964年に、ナイジェリアの歴史家の間で学術的に容認されるまでは「フラニ帝国」という名称が主に用いられていた。それ以外にも、「ソコト・カリフ国」や、「ソコト太守国」とも呼称される。

## 歴史

### 背景

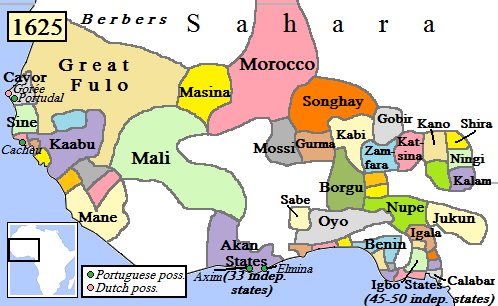
1625年の西アフリカの地図。右側にハウサ諸王国が記されている。

ハウサ地方（現在のナイジェリア北部）についての記録である『カノ年代記』によると、ソコト帝国が建国されることとなるハウサ地方には14世紀後半に西方よりイスラームが伝来し、15世紀中ごろにはアラブ人が定住した。その後イスラーム的要素の強いハウサ諸王国が形成されたが、これらの国家は15世紀末にはソンガイ王国の支配下に置かれて朝貢を課された。16世紀末にモロッコの侵略によってソンガイ王国が衰退すると、その支配を逃れたハウサ諸王国は活発な商業活動を開始した。
ソコト帝国建国の中心となるフルベ人はセネガル川流域を起源としている。15世紀ごろから東方に移動を開始し、18世紀ごろには西アフリカのサヘル地帯のほぼ全域にわたって分布するようになった。
ソコト帝国の建国者となるウスマン・ダン・フォディオは、1754年、ハウサ諸王国のひとつであるゴビールに住むフルベ人の熱心なムスリムの学者の家庭に生まれた。彼は弟であるアブドゥラーヒとともにイスラーム教育を受けた。20歳になった彼はジブリール・ウマルという教師の下で学び、そのなかで西アフリカで最も勢いがあったカーディリーヤに入った。イスラーム聖職者となった彼は、1774年ごろから説教師としての活動を開始した。彼は、当時のゴビール王であったバワが、イスラームの教義で禁じられているムスリムの奴隷化や、教義にない税の徴収をしていることを批判した。ゴビールの国民は軍隊維持のための重税に苦しんでおり、彼は民衆からの熱烈な支持を得た。バワはウスマンに対してムスリム共同体の形成を認め、男はターバンを、女はヒジャブを着用することを認めた。ウスマンはゴビールとザムファラとの国境にあるデゲルにムスリム共同体を設立した。しかし、ウスマンの力が強大になるにつれ、これに脅威を感じたバワは、ムスリムに対しターバンやヒジャブの着用を禁じた。1804年2月、バワの跡を継いだナファタの後継であるユンファは、ウスマンに対して国外追放令を出した。デゲルを追放された彼は北西のグドゥへと拠点を移した。

### 建国
1804年2月、信徒によって、「信仰の司令官」を意味するアミール・アル＝ムウミニンに選ばれたウスマンは、ユンファを異教徒であると非難してジハードを宣言した。また、ウスマンはゴビールに限らずハウサ諸王国の全てにジハードを宣言し、ハウサ諸王国の指導者に対して改革を求めた。ウスマン自身はフルベ人であったが、ジハードの当初はハウサ人ムスリムや、ウスマンの影響で改宗したハウサ人農民が中心で、フルベ人は少数だった。しかし、もともとハウサ諸王国で将軍の役を受け持っていたゴビール王は強力な兵力を持っており、これに対抗するにはハウサ人ムスリムの力では足りなかった。そこに部族の連帯によって遊牧のフルベ人たちがジハードに加わったが、彼らはムスリムではなかった。そのため松下 (1972)は、ジハードはフルベ人の支配権力奪取のための闘争となったとしている。ハウサ人ムスリムの中にはフルベ人の支配者としての役割に愛想をつかして離反するものもいた。
ウスマンは拠点をグワンドゥに置き、ゴビールやケッビなどの連合軍を撃破したのちに囲壁を設けてグワンドゥをジハードの拠点とした。ジハード軍は1805年にはケッビの首都を占領し、次いでザムファラを征服した。1807年にはカツィナ、1808年にはダウラやゴビールの首都であるアルカラワを征服した。ジハードはハウサ地方を越えて中央スーダン全体に広がり、隣国のボルヌにも侵攻した。1809年にはカノを征服した。1809年までに、ウスマンの呼びかけを拒絶したハウサ諸王国はすべてジハード軍の手に落ちた。
ウスマンは広大に広がったジハードを効率的に遂行するために各地域に指導者を任命し、地方のジハードの指揮をゆだねた。指導者たちは自らも各地に指揮をゆだねた。こうした指導者たちはソコト帝国の下位国家である首長国の建設者となった。旧ハウサ諸王国はソコト帝国の首長国に再編成されたが、その際に首長国の首都は新たに建設された。また、バウチ、ゴンベ、アダマワなどの首長国が新たに形成された。ジハード初期にウスマンによって任命されたアミールは14人のうち13人がフルべ人だった。
ソコト帝国の成立年については研究者によって見解が分かれている。苅谷 (2017)は、表記の便宜上としてジハードが始まった1804年を建国年としているのに対し、島田 (2019)は、ゴビール王を破った1808年を建国年としている。

### ベロの治世
1812年、ウスマンはイスラーム神学の勉強に専念するために、ジハードで獲得した領土を大きく東西に分け、弟であるアブドゥラーヒを西部の統括者に、息子であるムハンマド・ベロを東部の統括者に任命した。これによってアブドゥラーヒはグワンドゥを首都とする国を、ベロはソコトを首都とする国を統治することとなった。1817年にウスマンが死去すると、ソコト帝国の各地の有力者はベロに対して忠誠の誓いを行い、ベロは宗教指導者であるカリフかつソコト帝国のスルターンとなった。
アブドゥラーヒは当初、ベロとの間で緊張状態にあった。この緊張関係は数年後には解消したが、苅谷 (2017)は、アブドゥラーヒは自分こそカリフ位を継承する正当性を有していると考えており、ベロがソコト帝国の最高指導者となった当初、アブドゥラーヒはベロを中心とする政権を全面的には支持していなかったと推測している。
ベロがカリフ位に就いてすぐ、ソコトの南東に位置するザムファラでバーナーガという人物を中心とする反乱がおこった。これを受けてベロは軍事遠征を行ったが、バクラという場所で奇襲を受けて大敗した。この反乱によってソコト帝国は打撃を受け、反ソコト帝国勢力を勢いづかせるきっかけとなった。1817年の9月ごろにはアブド・アッ＝サラ―ム・ブン・イブラーヒームという人物を中心とする反乱が起こった。この反乱は1818年1月にアブド・アッ＝サラ―ム・ブン・イブラーヒームが逃亡し、その後、逃亡先で死亡したために一時的に収まったものの、彼の兵士たちはソコト帝国内に広がり各地で抵抗運動を行った。

1830年の西アフリカ

1820年頃になるとジハードも鎮静化した。広い地域に渡った国土を統治するため、ベロは国家の辺境にリバートと呼ばれる城塞基地を築いて外部からの攻撃や侵入に備えた。また、リバートにはイスラーム導師が配置されることが多かったため、イスラーム文化の中心地となるものもあった。そのほか、ベロは遊牧民の定住化も進めた。
1830年までにソコト帝国は国境線を確定させた。ソコト帝国の領域は、東はカネム・ボルヌ帝国に接し、西は現在のブルキナファソまで、南はヨルバランドに、北はサハラ砂漠の縁に達した。国境線は19世紀を通してほとんど変わらず維持された。
のちにトゥクロール帝国を建てることとなるアル・ハジ・オマルは1826年にマッカ巡礼を行ったのちにソコト帝国に7年滞在し、この間にベロの娘を妻にめとった。

### イギリスの進出

ニジェール川の地図。

1823年、イギリス人探検家のヒュー・クラッパートンらがソコトを訪れた。彼らはベロに丁重にもてなされたが、イギリスと通商協定を結び、ソコトに領事と医者の駐在を認めてほしいというクラッパートンの要請に対してベロは反対はしなかったものの賛成もすることはなかった。1825年、彼らはベロが記したイギリス国王ジョージ3世宛の親書と共にイギリスに帰国した。帰国後、彼らは、西アフリカ内陸部に野蛮で未開な社会とは別の、秩序だった社会が存在することを報告した。しかし、彼らが報告した奴隷制度や奴隷狩りの記録は、のちにイギリス政府によるソコト征服の口実のひとつとなった。
1884年11月、ドイツ帝国のオットー・フォン・ビスマルクの呼びかけによりベルリン会議が開催された。イギリスやフランスなど13か国が参加したベルリン会議ではニジェール川の自由航行が認められたほか、沿岸部を占領することが自動的に内陸部の所有権を生み出すという勢力範囲の原則と、他国の権益のない地域を新たに勢力圏に加える際には列強に通告するのみでよく、勢力に加えた地域では他国の権益を保護できる実体的権力を打ち立てるべきであるとする実効支配の原則が合意された。これによってイギリスは、ソコト帝国の領域に対して権益を主張できるようになった。
1885年、ソコト帝国はイギリスの商社であるナショナル・アフリカ会社 (NAC) と協定を結んだ。この協定では、ベヌエ川、ニジェール川両岸で徒歩10時間以内の距離にある領域の全ての権利をNACに譲渡することや、NACによる交易独占を認めること、条約の恒久性などが定められたほか、NACがグワンドゥに対して毎年子安貝2,000袋、ソコトに対して3,000袋を贈ることが定められた。これはイギリスがこの地域の実効的支配を裏付けるものとなった。
1897年、イギリス植民地省は西アフリカ辺境軍を創設し、フレデリック・ルガードが指揮官に命じられた。ルガードは同年に首長国のひとつであるビダやイロリンを占領した。

### 滅亡
1900年1月1日、イギリス政府によって北部ナイジェリア保護領が設置され、これの高等弁務官に就任したルガードはソコト帝国などの北部ナイジェリア全域をイギリス領にすると宣言した。この頃のソコト帝国は、帝国内の抵抗勢力や、ラベ国などの外国勢力に脅かされており、イギリスはそのような多くの脅威の中のひとつでしかなかった。1900年にはコンタゴラが、1901年にはヨラが、1902年にはバウチがイギリス軍によって占領された。また、カノの南にあったザリアは抵抗をあきらめて1902年に降伏した。1902年、当時のソコト帝国の君主であったアブドゥルラーマンはルガードにあてて手紙を送り、戦争を通告した
同年、ケフィに駐在していたイギリス人事務官が地元の徴税官によって殺害された。1903年1月29日、イギリスは報復のため700人余りの軍隊を徴税官が逃げた先であるカノに送った。2月3日にはイギリス軍はカノを占領したが、このときカノのアミールであったアリユはソコトに出向いており不在だったため、イギリス軍はソコトに転進した。ソコトでは、イギリスに対して服従すべきであるとする人々と、抗戦すべきであるとする人々、異教徒にとられる土地から去るべき（ヒジュラするべき）であるとする人々とに分裂していた。ソコトは3月21日に陥落し、ソコト帝国は崩壊した。
スルターンであったアタヒルはソコトを脱出した。イギリスはソコトで新たなスルターンを擁立したが、領民の多くやイギリスに服従したアミールでさえも正当なスルターンはアタヒルだとしていて彼を密かに支援していたため、イギリスは彼を追うのに苦心を強いられた。しかし、ソコトの数百キロメートル東にあるブルミにおいてアタヒルは捕らえられ、戦闘の末、彼は7月27日に死亡した。

### 滅亡後
ルガードはスルターンに対してソコトの間接統治の開始を宣言した。ソコトのスルターンは存続されたが、アミールの監督権はイギリスに譲渡され、宗教上の権限だけが認められた。この間接統治によってカノなどの首長国の政府はそのまま地方政府として利用されたため、現在のナイジェリアにもこうした首長国政府が残っている。
ソコトのスルターンの流れをくむものは1960年のナイジェリア独立後にも政治的に重要な役割を演じた。その一人であるアフマド・ベロはナイジェリア北部で北部人民会議と呼ばれる政党を率い、北部州の初代首相となった。

## 政府・行政

### 君主
ソコト帝国はカリフを君主とするCaliphate（カリフ国）であると見なされている。しかし、カリフは宗教指導者としての称号であり、政治的統治者としての称号はスルターンであった。ただし、ソコト帝国の君主としての称号として最も頻繁に用いられたのはハウサ語で「ムスリムの王」を意味する「Sarkin Messulmi」かシャイフであった。

### アミール
ソコト帝国はスルターンを頂点として各地にアミールを配置する体制を取っていた。ジハードの時代、ウスマンは各地域に責任者を任命して地方のジハードの指揮をゆだね、さらに任命された責任者たちは自らも各地に指揮をゆだねた。勝利を収めた彼らは占領地のアミールとして任命され、アミールはカリフに対して忠誠を誓うとともに毎年貢納義務を負ってアミールに就任した。新たなアミールの就任には、スルターンを輔弼する大臣の承認を通したうえでスルターンの承諾が必要だった。また、スルターンはアミール廃位の権限を有していた。

### 首長国
ウスマンによるジハードの遂行の際、各地に責任者が任命された。こうしたものたちはアミールとして首長国を創始した。こうした首長国は15から20あった。アミールたちはスルターンが支配するソコトをモデルにして首長国の支配体制を整備した。なかには例外的に、現地の伝統的統治組織を残して国を作ることもあった。ソコト帝国の属国であった首長国には自らも属国を持つ例が見られた。属国のアミールは首長国のアミールの承認を得て即位したが、首長国のアミールもまた属国のアミールの廃位権を持っていた。
ソコトのスルターンを頂点とする体制は19世紀末までに北部ナイジェリアの広い地域で整っており、東端でわずかに従属していない地域が残るのみであった。

### 大臣
ワジリと呼ばれる大臣または高官にはスルターンの親族や臣下が任命され、スルターンとアミールの仲介を務めた。アミールの貢納の徴収には大臣が監督責任を負っており、怠慢なアミールに対しては軍を派遣して強制的に徴収を行った。

### 地方の支配者
カリフが征服地で影響力を強めるための政策として、「地方の支配者にカリフに忠誠を誓い、イスラム教を信仰することを宣誓させる代わりに、地方の支配者が引き続き支配をすることを認める」というものがある。これにより地方の支配者はカリフに忠誠を誓い、征服地で影響力を強めることができた。

## 社会・経済

### 民族
ソコト帝国は多民族国家であり、フルベ人、ハウサ人、ヌペ人、ヨルバ人などで構成されていた。フルベ人が支配的な地位にあったが、フルベ人は他の民族に比べてはるかに数が少なかった。ソコト帝国においてはフルベ人とハウサ人との混血や文化融合が進み、現在のナイジェリアにおけるハウサ・フルベ人と呼ばれる民族集団につながった。

### 通貨
ソコト帝国では通貨としてタカラガイが用いられていたが、マリア・テレジア銀貨などヨーロッパの貨幣も通貨として用いられた。タカラガイ通貨5,000個がマリア・テレジア銀貨1枚に相当した。タカラガイ通貨6万個があれば1つの家族が1年十分に安楽な生活ができたという。

### 奴隷
ウスマンによるジハードの時期より、非ムスリムの捕虜は身代金と引き換えに解放されるか、または奴隷とされていた。男性の奴隷化には制限はなかったが、女性や子供の奴隷化には一定の制限が設けられていた。使役したり売却することのできる奴隷の存在はソコト帝国の財政基盤の強化にとって重要な意味を持っていた。
1824年にソコト帝国を訪れたヒュー・クラッパートンは、カノの住民は3万から4万だが、その半数以上が奴隷であろうと記録している。また彼は、カノには一般の市場とは別に常設の奴隷市場が存在したことや、ジハードのなかで住民が捕縛され、売却されたことで荒廃した村や町が存在したことなども記している。カノの東に位置するカタグムでは奴隷が主要交易品となっており、ソコト帝国の首都であったソコトでは、他の商品は輸出のみか輸入のみであったのに対し、奴隷は輸出入ともに行われていた。奴隷の値段は、少年少女、特に未婚の少女の価格が飛びぬけて高く、最も価格が安かったのは成人男性だった。
布・衣服産業にはニジェール川中下流域出身の奴隷が重用されており、嶋田 (1990)によると、奴隷制が肉体労働者の売買や使役のみを目的とせず、専門技術者の獲得をめぐって機能していたという。

### 税制
イギリス人探検家であるヒュー・クラッパートンの記録には、ソコトにザカート（十分の一税）や道路通行税、市場税などがあったことが記されている。また、家畜税や地租、染色職人に対する税が存在した。そのほかにも、非ムスリムを中心としてカラジやジズヤと呼ばれる人頭税、戦利品の五分の一を収めるクムス、相続税が存在した。

### 産業・交易

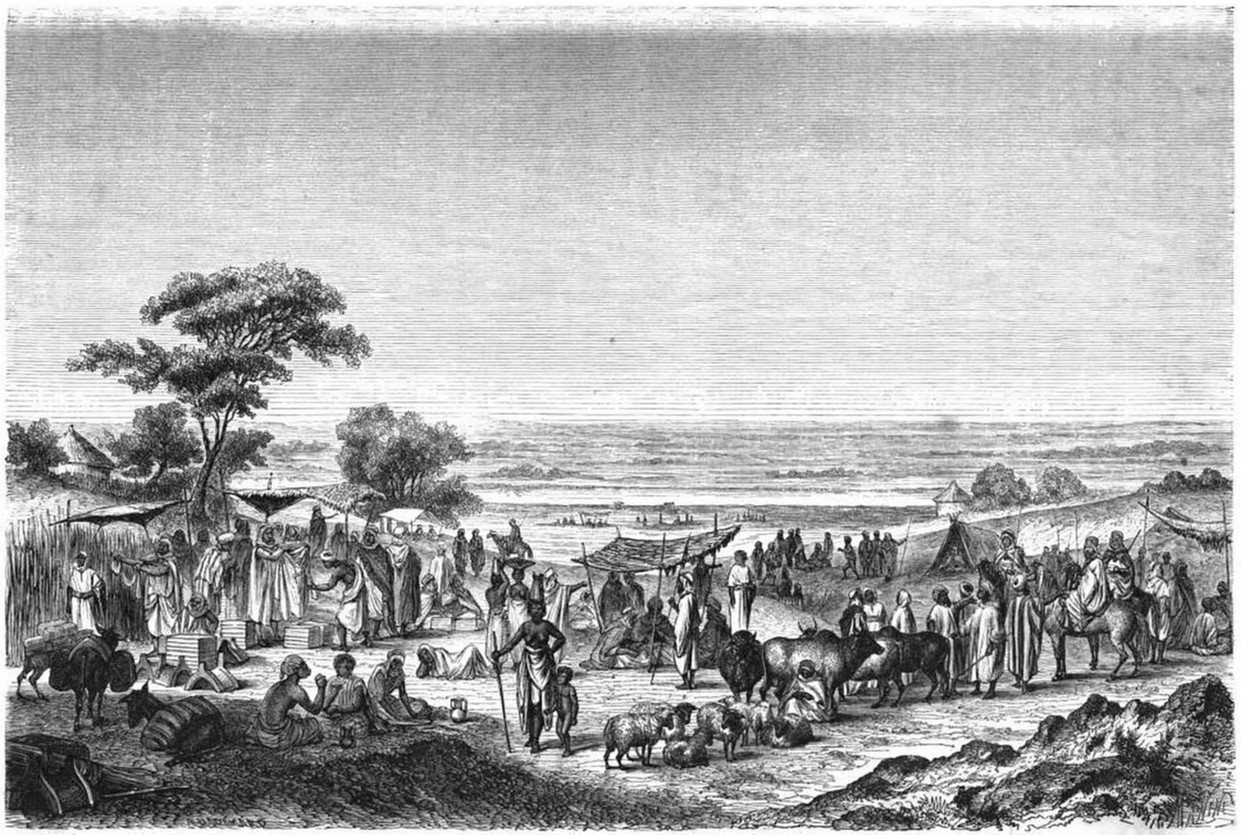
1860年のソコトの市場の様子。:fr:Auguste Hadamard画

ソコトの商都であったカノでは布・衣服産業が発達していた。ドイツ人探検家のハインリッヒ・バルトによると、カノの商圏は、北は地中海沿いのトリポリ、西は大西洋、南はアダマワ、東はボルヌにまで達していたという。バルトの推測ではカノの衣類の全輸出額はタカラガイ通貨3億個分に達しており、これによっておよそ5,000人が養われていたという。
クラッパートンによると、製品には卸売業者の名が記され、もしも製品が不良品であると分かると売り手に返品され、買い手は代金の払い戻しを受けることができたという。これはカノの法律で定められた制度であり、布・衣類の信用維持には国家を挙げて取り組まれていた。

### 軍事

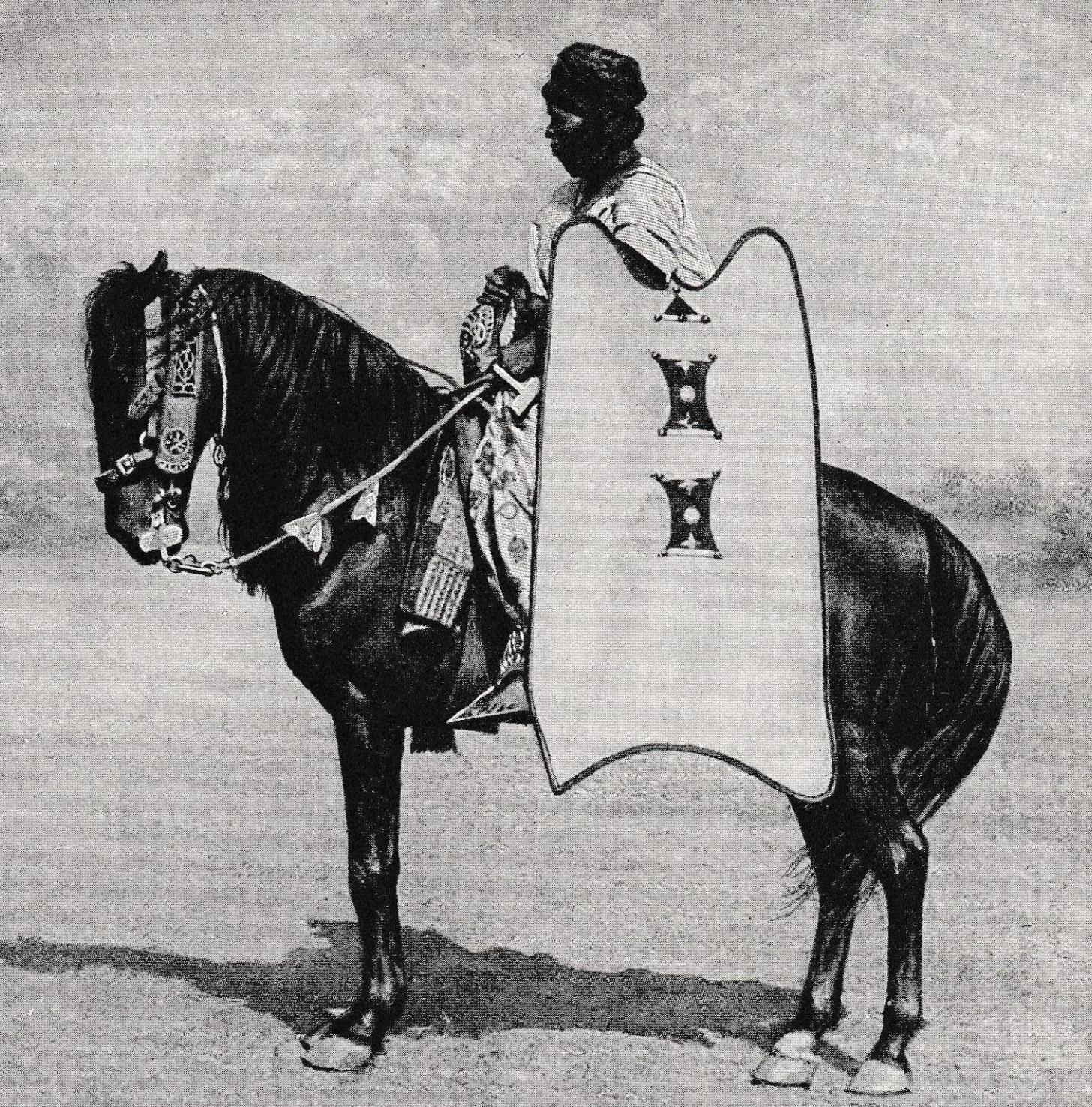
ソコト帝国の騎兵。

ソコト帝国はアミール・アル＝ムウミニンによるジハードの時期は、常備軍・騎兵隊の2つの軍を所有していた。常備軍はハウサ人とフラニ人で構成され、戦闘に向けて訓練を行い、領土拡大・領土防衛に努めた。また騎兵隊も機動力などから当時軍隊に不可欠な存在であった。
その後拡大地域に首長国が設置されると、ソコト帝国における集権的な軍事組織はなくなり、各首長国が各々の軍隊を持って、自分たちの脅威に対処するようになった。ソコト帝国の勢力拡大を恐れていた北アフリカやサハラの勢力はソコトへの鉄砲の輸出を制限しており、ソコト帝国には滅亡に至るまで十分な鉄砲隊が存在しなかった。そのため、ソコト帝国の軍の中核は騎馬隊であった。フラニ族の騎馬兵は馬術に優れていたため、騎兵に向いていたことも要因の一つとなっている。
1890年にソコト帝国を訪れたフランスの探検家パルフェ＝ルイ・モンテイユは、第10代ソコト帝国スルタンのウマルがアルグングを包囲するために「4万人の塀（うち半数は騎兵隊）」を招集するのを目撃したと著書に記している。
一方、ソコト帝国の軍隊が山岳での活動を困難とする騎馬隊であったために、ソコト帝国はジョス高原を支配することが出来なかった。

### 司法
ソコト帝国ではシャリーアが施行されており、カーディーによる裁判が行われていた。司法は主に首長国のアミールによって取り仕切られていたが、ムスリムの死刑の認可はカリフのみが出すことが出来た。
1903年にソコト帝国がイギリスの侵攻を受けた際、ワジリやカーディーは異教徒の支配を受けながらイスラームの宗教的な諸事を遂行することが許されるのかが大きな懸念であったが、この決定の際にはウスマンの著作の内容に依拠された。苅谷 (2017)は、ウスマンの思想や見解がソコト帝国の重要な規範・法規として機能していたとしている。
ウスマンが記した『解明』と訳される法学書では、スンナ派の4大法学派のひとつであり北アフリカや西アフリカで歴史的に大きな影響力を持っていたマーリク学派の多数派の見解を示すほか、マーリク学派の法学者による法学書の引用を行っているが、その一方で、18世紀半ば以降に西アフリカで宗教的・知的権威として大きな影響力を有したカーディリーヤの思想家であるマギーリーを特別視していた。

## 宗教
ソコト帝国はイスラーム勢力圏に置かれており、ソコト帝国のもとで数十万人が旧来より信仰していた伝統宗教からイスラームへの改宗を余儀なくされたが、ソコト帝国以前のハウサ諸王国時代からイスラームが浸透していたハウサ地方においては、イスラーム以前の儀礼が残されていた。ソコト帝国の建国者であるウスマンは神秘主義教団のカーディリーヤに加盟しており、彼の後継者も同様にカーディリーヤに加盟していた。

### キリスト教宣教
19世紀後半にはイギリスからキリスト教の宣教師が訪れたが、ソコト帝国のスルターンやアミールたちは現在のナイジェリア南部においてイギリス国教会がイギリス政府と連携して宣教活動を行っていたことから彼らの進出に危機感を抱いていたため、キリスト教の布教は芳しい成果は上がらなかった。

## 地理
ソコト帝国が存在した現在のナイジェリア北部は空気が乾燥しているほか、標高の高い丘陵地が広がっている。こうした地理的特徴から、ヨーロッパから来たキリスト教宣教師は熱帯雨林が広がる南部より北部を好んだという。

## 文化

### 言語
ソコト帝国においてフルベ人は少数だったが、フルべ人以外の部族にもフラニ語が浸透していた。しかし、フラニ語は音調言語でないため代用言語が存在せず、儀礼的な場ではハウサ語の代用言語が用いられた。

### 詩・音楽
ウスマンによる急進的なイスラーム化によって享楽的な音楽や楽器は追放された。そのかわりソコト帝国ではシャーイリと呼ばれる宗教歌の歌手が生まれ、詩や歌でイスラーム精神の普及が行われた。ただし、他の地域に比べこうした強いイスラーム化が進まなかったニジェール中流域では恋愛歌や享楽的な詩が保たれた。

### 衣服

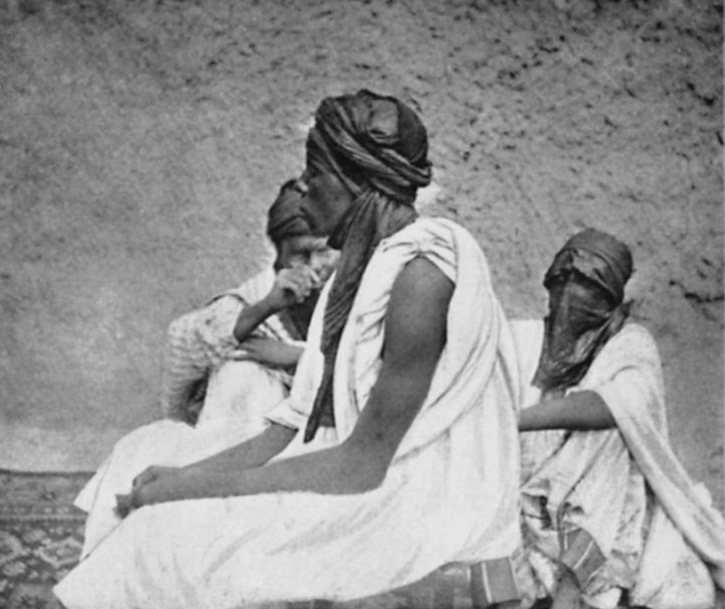
ソコト帝国の都市であるカノの住民。1900年撮影。

かつてのブラック・アフリカは裸族文化であったが、裸を嫌うイスラームを信仰するソコト帝国によって、裸族文化であった地域に衣服文化が持ち込まれた。衣服は貫頭衣が着用された。材質は主に木綿だったが、絹糸の刺繍が入ったものやそもそも絹糸で作られたものもあった。女性はこの貫頭衣を正装としていたが、日常的には腰巻布、胸回り布、背中に巻くショールが着用された。また、男性は頭部にトルコ式のフチなし帽子やターバンを着用し、女性はスカーフを着用した。

### 学問
イスラームは識字の徳を奨励しており、ソコト帝国の治世において男女問わず識字率が上昇した。また、ソコト帝国においては学者階級も急激に成長した。こうした学者が記した神学、法律学、医学、天文学、数学、歴史学、地理学の書物などは現代のナイジェリアの時代においても発見されている。こうした書物はアラビア語のほか、アラビア文字で表記したフルベ語やハウサ語で記されていた。

## 歴代君主
グローダー & アブドゥラヒ (1983)に掲載されている系図をもとに作成。
1. ウスマン・ダン・フォディオ（在位：- 1817年）
2. モハメッド・ベロ（在位：1817年 - 1837年）
3. アブバカール・アティク1世（在位：1837年 - 1842年）
4. アリユ・バッバ（在位：1842年 - 1859年）
5. アフマドゥ・アティク（在位：1859年 - 1866年）
6. アリユ・カラミ（在位：1866年 - 1867年）
7. アフマドゥ・ルファイ（在位：1867年 - 1873年）
8. アブバカール・アティク2世（在位：1873年 - 1877年）
9. ムアズ（在位：1877年 - 1881年）
10. ウマル（在位：1881年 - 1891年）
11. アブドゥラーマン（在位：1891年 - 1902年）
12. アタヒル・アフマドゥ（在位：1902年 - 1903年）